# 90th Infantry Division
La 90th Infantry Division (Tough 'Ombres) è stata un divisione di fanteria dell'esercito statunitense che ha partecipato alla prima e seconda guerra mondiale.
Oggi la sua storia è portata avanti dalla 90th Sustainment Brigade.

## Prima guerra mondiale
- Attivazione: agosto 1917.
- Arrivo in Francia: giugno 1918.
- Battaglie:  
  - Saint-Mihiel
  - Meuse-Argonne
- Perdite: totali: 7 549 (morti: 1 091; Fferiti: 6 458).
- Comandanti: 
  - Maggior generale Henry T. Allen (25 agosto 1917)
  - Brigadier generale Joseph A. Gaston (23 novembre 1917)
  - Brigadier generale W. H. Johnston (27 dicembre 1917)
  - Maggior generale Henry T. Allen (1 marzo 1918)
  - Brigadier generale Joseph P. O'Neil (24 novembre 1918)
  - Maggior generale Charles H. Martin (30 dicembre 1918).
- Ritorno negli Stati Uniti e disattivazione: giugno 1919.

## Seconda guerra mondiale
- Attivazione: 25 marzo 1942
- Arrivo nel Regno Unito: 23 marzo 1944
- Battaglie:
  - Normandia
  - Linea Sigfrido
  - Ardenne
  - Invasione alleata della Germania
- Comandanti:
  - Maggior generale Henry Terrell, Jr. (marzo 1942 – gennaio 1944)
  - Brigadier generale Jay W. MacKelvie (gennaio – luglio 1944)
  - Maggior generale Eugene M. Landrum (luglio - agosto 1944)
  - Maggior generale  Raymond S. McLain (agosto - ottobre 1944)
  - Maggior generale  James A. Van Fleet (ottobre 1944 – febbraio 1945)
  - Maggior generale Lowell W. Rooks (febbraio – marzo 1945)
  - Maggior generale  Herbert L. Earnest (marzo – novembre 1945).
- Ritorno negli Stati Uniti: 16 dicembre 1945
- Disattivazione: 27 dicembre 1945